# Mercyful Fate (EP)
Mercyful Fate – minialbum duńskiego heavymetalowego zespołu Mercyful Fate. Pierwsze oficjalne wydawnictwo tej formacji, opublikowane przez wytwórnię Rave-On Records 25 września 1982.
Płyta nazywana jest często przez fanów Nuns Have No Fun lub A Corpse Without Soul albo po prostu EP-ką. Zawiera cztery utwory nagrane w ciągu dwóch dni września 1982 w Stone Studio w holenderskim Roosendaal. 
Utwory zostały skomponowane przez trio King Diamond – Hank Shermann – Michael Denner. Autorem tekstów jest Diamond.
Muzyka zawarta na minialbumie mieści się w ramach klasycznego heavy metalu. Nagrania są dynamiczne, pełne zmian tempa, na co wpływ ma intensywna praca perkusji. Zwracają uwagę także liczne partie solowe gitar. Charakterystyczna skala głosu Kinga Diamonda, chwilami śpiewającego falsetem, stała się na tej i kolejnych płytach (Melissa oraz Don't Break the Oath) znakiem rozpoznawalnym zespołu.  
Ze względu na teksty, inspirowane okultyzmem i satanizmem, Mercyful Fate z początkowego okresu działalności często zalicza się do tak zwanej pierwszej fali black metalu. Na tę przynależność miał także wpływ wizerunek lidera zespołu Kinga Diamonda, który jako jeden z pierwszych stosował tzw. corpse paint. Czarno-biały, diaboliczny makijaż stał się po latach charakterystycznym stylem scenicznym dla wielu muzyków blackmetalowych. 
Materiał z płyty został w 1987 wydany w całości ponownie, jako część kompilacji The Beginning. 5 czerwca 2020 ukazał się oficjalnie na płycie CD, nakładem Metal Blade Records.

## Lista utworów
1. A Corpse Without Soul - 6:53
2. Nuns Have No Fun - 4:17
3. Doomed by the Living Dead - 5:06
4. Devil Eyes - 5:48

## Skład zespołu
- King Diamond – wokal
- Hank Shermann – gitara
- Michael Denner – gitara
- Timi Hansen – bas
- Kim Ruzz – perkusja